# Hypogée gallo-romain de Louin
L'hypogée gallo-romain de Louin est un monument funéraire, datant du IVe siècle et mis au jour à la fin du XIXe siècle, situé à Louin, en France.

## Généralités
Le monument est situé sur le territoire de la commune de Louin, dans le département des Deux-Sèvres, en région Nouvelle-Aquitaine, en France.

## Histoire
Les vestiges sont redécouverts en 1898 par un agriculteur alors qu'il travaillait dans son champ. Le père Camille de La Croix, archéologue, est alors appelé afin d'étudier la découverte. Des fouilles sont engagées, et les substructions sont déblayées. D'autres fouilles sont conduites à la fin du XXe siècle. De la Croix estime que l'hypogée daterait du IVe siècle.
L'hypogée est classé au titre des monuments historiques par arrêté du 28 octobre 1916.

## Description
L'hypogée est un caveau dont la porte était fermée par des carreaux de terre cuite derrière laquelle se trouve une chambre rectangulaire voûtée en plein cintre, de dimensions 4 m 28 x 2 m 98 x 3 m 40. Dans cette salle, deux sarcophages, un en marbre et l'autre en calcaire, doublés de plomb,. Celui en marbre, mesure 2 m 30 et contenait la dépouille d'un homme, alors que celui en calcaire, ne mesurant que 1 m 55 de longueur, contenait la dépouille d'un enfant. Des lambeaux d'étoffe garnis de filigrane d'or retrouvés dans le plus grand sarcophage indique que l'homme était un personnage de marque.